# (32962) 1996 PH1
1996 بي إتش 1 (ويعرف أيضًا باسم (32962) 1996 بي إتش 1 وفق تسمية الكوكب الصغير) (بالإنجليزية: 1996 PH1)‏ هو كويكب ضمن حزام الكويكبات؛ وترتيبه 32962 من حيث الاكتشاف.
اكتُشف هذا الجُرم الفلكي بواسطة George R. Viscome ‏ في 11 أغسطس 1996.

## وصلات خارجية
- (32962) 1996 PH1 في قاعدة بيانات مختبر الدفع النفاث لأجرام النظام الشمسي الصغيرة

- الاكتشاف · مخطط المدار ·  العناصر المدارية · المعلمات المادية

- (32962) 1996 PH1 على موقع ويكي سكاي: DSS2, SDSS, GALEX, IRAS, Hydrogen α, X-Ray, Astrophoto, Sky Map, Articles and images